# Habib Soukni
Habib Soukni (arabe : حبيب السكني), né le 3 juin 1956, est un nageur tunisien.

## Carrière
Habib Soukni est médaillé d'or du relais 4 x 100 mètres nage libre et du relais 4 x 100 mètres quatre nages ainsi que  médaillé d'argent du 200 mètres nage libre aux championnats d'Afrique 1977 à Tunis.
Aux Jeux africains de 1978 à Alger, il est médaillé d'argent du 200 mètres nage libre et médaillé de bronze du 400 mètres nage libre ainsi que du 800 mètres nage libre.